# Artur Wanezjan

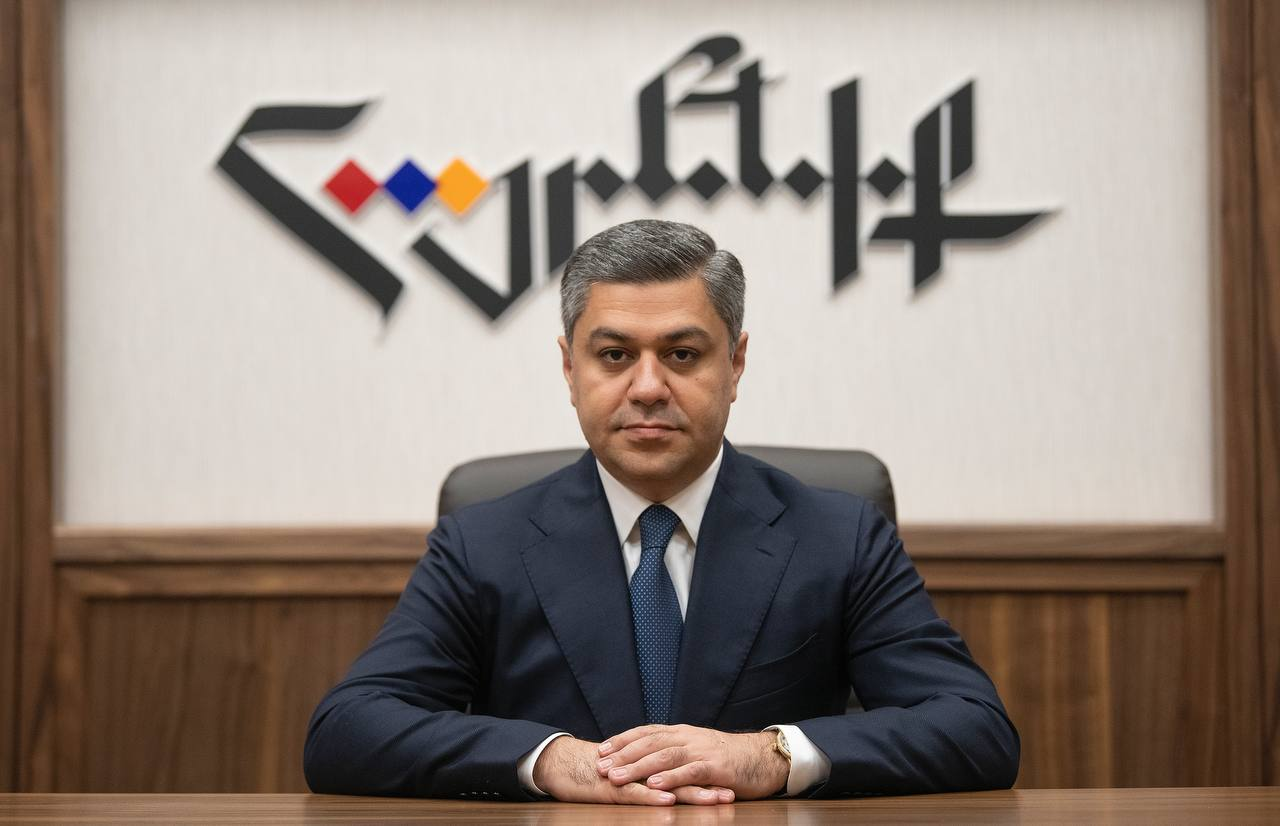
Artur Wanezjan, 2023

Artur Wanezjan (armenisch Արթուր Գագիկի Վանեցյան; russisch Артур Ванецян; * 8. Dezember 1979 in Jerewan, Armenische Sozialistische Sowjetrepublik, UdSSR) ist ein armenischer Politiker, ehemaliger Chef des Nationalen Sicherheitsdienstes der Republik Armenien, ehemaliger Präsident des armenischen Fußballverbandes und Gründungsvorsitzender der am 20. Mai 2020 gegründeten Mitte-rechts-Partei Vaterlandspartei, für welche er als Teil des Bündnisses „Ich habe Ehre“ in der Nationalversammlung vertreten ist und als Fraktionsvorsitzender fungiert.

## Biographie
Wanezjan schloss 1995 die allgemeinbildende Schule Nr. 2 in Jerewan ab. Nach seinem Militärdienst ließ er sich 1999 an der Armenischen Landwirtschaftsakademie einschreiben. 2003 absolvierte er ein Fernstudium in Recht und Wirtschaft am Institut für Außenwirtschaftsbeziehungen in Sankt-Petersburg.
Im Dezember 2000 begann Wanezjan seinen Dienst als Ermittler in den Nationalen Sicherheitsbehörden Armeniens. 2002 durchlief er Fortbildungskurse an der Akademie des russischen Inlandsgeheimdienstes FSB.
2015 wurde Wanezjan durch Erlass des armenischen Präsidenten Sersch Sargsjan die Medaille „Für Verdienste im Kampf“ verliehen. Zudem bekam er für seine Verdienste weitere Auszeichnungen vom Nationalen Sicherheitsdienst und dem Innenministerium Armeniens.
Nach der Revolution in Armenien wurde Wanezjan im Mai 2018 vom armenischen Präsidenten Armen Sarkissjan zum Chef des Nationalen Sicherheitsdienstes des Landes ernannt.
Am 22. September 2018 wurde Wanezjan als einziger Anwärter zum Präsidenten des armenischen Fußballverbandes gewählt. Am 23. Dezember 2019 wurde Armen Meliqbekyan zu seinem Nachfolger gewählt.
Im September 2019 trat Wanezjan von seinem Amt als Chef des Nationalen Sicherheitsdienstes zurück. Von da an ging er aufgrund seiner kritischen Haltung gegenüber der Politik des amtierenden Premierministers Nikol Paschinjan in die Opposition und übernahm Ende Mai 2020 die Führung der Partei „Hajrenik“ (Heimat). Bei der Eröffnungszeremonie eines neuen Parteibüros in der Stadt Gawar Ende Juni 2020 übte Wanezjan scharfe Kritik an Paschinjan wegen Etablierung von „diktatorischen Verhältnissen“ in Armenien. Ihm zufolge formiere Paschinjan Alleinherrschaft, zerstöre die Grundlagen des Rechtsstaates und demoralisiere auf diese Weise die armenische Gesellschaft. Das mit Covid-19-Pandemie verbundene Krisenmanagement der Paschinjan-Administration bezeichnete Wanezjan als „katastrophal“ und forderte den Premierminister zum Rücktritt auf. Laut einem Bericht der Zeitung Hrapark habe Paschinjan den neuen Nationalen Sicherheitschef Armeniens Argischti Karamjan angewiesen, Wanezjan, den er als Gefahr für seine Politik empfindet, zu „neutralisieren“.
Am 11. November 2020, nach der Waffenruhe mit Gebietsverlusten an das verfeindete Aserbaidschan im Krieg um Bergkarabach 2020, wurde er unter anderen Oppositionsführern wegen illegaler Durchführungen von Kundgebungen festgenommen. Am 13. November wurden sie freigelassen, nachdem ihre Festnahmen für rechtswidrig befunden wurden.
Am 14. November wurde er erneut festgenommen, diesmal vom Nationalen Sicherheitsdienst (den er zwischen 2018 und 2019 leitete) wegen des Verdachts auf Umsturzpläne und der Vorbereitung der Ermordung von Premierminister Nikol Pashinyan. Am 15. November wurde er freigelassen, nachdem seine Festnahme erneut für rechtswidrig erklärt wurde.
Bei der vorgezogenen Parlamentswahl in Armenien 2021 gelang der von Wanezjan gegründeten Partei Vaterlandspartei als Teil des mit der Republikanischen Partei Armeniens gebildeten Bündnisses „Ich habe Ehre“ der Einzug ins Parlament. Wanezjan selbst und sein Parteikollege Ischchan Sakarjan sind seitdem im Parlament vertreten. Am 2. August 2021 wählte die „Ich habe Ehre“-Fraktion Wanezjan zum Fraktionsvorsitzenden.

## Kontroversen
Am 11. September 2018 tauchte im Netz der Mitschnitt eines Telefongesprächs zwischen Wanezjan und dem Leiter der Sonderermittlungsbehörde Armeniens Sasun Chatschatrjan auf. In diesem 8-minütigen Telefonat diskutierten Wanezjan und Chatschatrjan über die Festnahme des ehemaligen armenischen Präsidenten Robert Kotscharjan und über das Strafverfahren gegen den mittlerweile abgesetzten Generalsekretär der russisch geführten Organisation des Vertrages über kollektive Sicherheit (OVKS) Juri Chatschaturow sowie gegen den ehemaligen Verteidigungsminister Armeniens Mikael Harutunjan. Allen dreien wird Bruch der Verfassungsordnung während der Proteste in Armenien 2008 vorgeworfen. Während des Gesprächs erzählte Wanezjan von einem Richter, der bereits angewiesen worden sei, Kotscharjan um jeden Preis hinter Gitter zu bringen. Danach wurde über Chatschaturow gesprochen. Wanezjan wies darauf hin, dass eine mögliche Verurteilung des Ex-OVKS-Chefs die Beziehungen Armeniens zu Russland auf das Spiel setzen würde. Am 5. Dezember verbreitete sich dann eine weitere Aufnahme im Netz, bei der Wanezjan mit dem Premierminister Nikol Paschinjan die eventuelle Inhaftierung Chatschaturows bespricht und Paschinjan vor negativen Folgen eines derartigen Schrittes warnt.
Bei einem Interview mit den Journalisten betonte Wanezjan, er empfinde wegen des Abhörskandals und der Gesprächsinhalte kein Schuldgefühl. Im Zeitalter der Hochtechnologien sei die Abhörung der Staats- und Regierungschefs üblich. Ihm zufolge hätten die armenischen Sicherheitsorgane sogar die Telefonate von Angela Merkel und dem chinesischen Staatschef mitgeschnitten.